# El Rosarito, Chiapas
El Rosarito är en ort i Mexiko.   Den ligger i kommunen Acala och delstaten Chiapas, i den sydöstra delen av landet, 700 km öster om huvudstaden Mexico City. El Rosarito ligger 420 meter över havet och antalet invånare är 215.
Terrängen runt El Rosarito är platt söderut, men norrut är den kuperad. Runt El Rosarito är det ganska tätbefolkat, med 52 invånare per kvadratkilometer. Närmaste större samhälle är Acala, 1,7 km nordväst om El Rosarito. I omgivningarna runt El Rosarito växer huvudsakligen savannskog.